# Kanton La Pacaudière
La Pacaudière is een voormalig kanton van het Franse departement Loire. Het kanton maakte deel uit van het arrondissement Roanne. Het werd opgeheven bij decreet van 26 februari 2014 met uitwerking in 2015. Alle gemeenten zijn overgeheveld naar het kanton Renaison.

## Gemeenten
Het kanton La Pacaudière omvatte de volgende gemeenten:
- Changy
- Le Crozet
- La Pacaudière (hoofdplaats)
- Sail-les-Bains
- Saint-Bonnet-des-Quarts
- Saint-Forgeux-Lespinasse
- Saint-Martin-d'Estréaux
- Urbise
- Vivans